# Villa Unión, Sinaloa
Villa Unión är en ort i Mexiko.   Den ligger i kommunen Mazatlán och delstaten Sinaloa, i den centrala delen av landet, 800 km nordväst om huvudstaden Mexico City. Villa Unión ligger 21 meter över havet och antalet invånare är 13 683.
Terrängen runt Villa Unión är huvudsakligen platt, men åt nordost är den kuperad. Runt Villa Unión är det glesbefolkat, med 13 invånare per kvadratkilometer. Närmaste större samhälle är Mazatlán, 19,6 km väster om Villa Unión. I omgivningarna runt Villa Unión växer huvudsakligen savannskog.